# Sci di fondo ai VI Giochi olimpici invernali - Staffetta maschile
La competizione della staffetta 4x10 km di sci di fondo ai VI Giochi olimpici invernali si è svolta il 23 febbraio; il percorso aveva partenza e arrivo nello stadio di Holmenkollen e copriva un dislivello di circa 160 m. A partire dalle 12:00 presero parte alla competizione 13 squadre nazionali.

## Classifica
| Pos.    | Nazione        | Atleti               | Tempi Individuali | Tempo Totale |
| ------- | -------------- | -------------------- | ----------------- | ------------ |
| Oro     | Finlandia      | Heikki Hasu          | 35'01"            | 2:20'16"     |
| Oro     | Finlandia      | Paavo Lonkila        | 35'22"            | 2:20'16"     |
| Oro     | Finlandia      | Urpo Korhonen        | 35'47"            | 2:20'16"     |
| Oro     | Finlandia      | Tapio Mäkelä         | 34'06"            | 2:20'16"     |
| Argento | Norvegia       | Magnar Estenstad     | 36'52"            | 2:23'13"     |
| Argento | Norvegia       | Mikal Kirkholt       | 36'07"            | 2:23'13"     |
| Argento | Norvegia       | Martin Stokken       | 35'37"            | 2:23'13"     |
| Argento | Norvegia       | Hallgeir Brenden     | 34'37"            | 2:23'13"     |
| Bronzo  | Svezia         | Nils Täpp            | 36'19"            | 2:24'13"     |
| Bronzo  | Svezia         | Sigurd Andersson     | 36'39"            | 2:24'13"     |
| Bronzo  | Svezia         | Enar Josefsson       | 35'43"            | 2:24'13"     |
| Bronzo  | Svezia         | Martin Lundström     | 35'32"            | 2:24'13"     |
| 4       | Francia        | Gérard Perrier       | 38'53"            | 2:31'11"     |
| 4       | Francia        | Benoît Carrara       | 37'35"            | 2:31'11"     |
| 4       | Francia        | Jean Mermet          | 38'00"            | 2:31'11"     |
| 4       | Francia        | René Mandrillon      | 36'43"            | 2:31'11"     |
| 5       | Austria        | Hans Eder            | 38'41"            | 2:34'36"     |
| 5       | Austria        | Friedrich Krischan   | 39'50"            | 2:34'36"     |
| 5       | Austria        | Karl Rafreider       | 38'16"            | 2:34'36"     |
| 5       | Austria        | Josef Schneeberger   | 37'49"            | 2:34'36"     |
| 6       | Italia         | Arrigo Delladio      | 38'46"            | 2:35'33"     |
| 6       | Italia         | Nino Anderlini       | 38'08"            | 2:35'33"     |
| 6       | Italia         | Federico De Florian  | 40'51"            | 2:35'33"     |
| 6       | Italia         | Vincenzo Perruchon   | 37'48"            | 2:35'33"     |
| 7       | Germania       | Hubert Egger         | 38'26"            | 2:36'37"     |
| 7       | Germania       | Albert Mohr          | 39'56"            | 2:36'37"     |
| 7       | Germania       | Heinz Hauser         | 39'23"            | 2:36'37"     |
| 7       | Germania       | Rudi Kopp            | 38'52"            | 2:36'37"     |
| 8       | Cecoslovacchia | Vladimír Šimůnek     | 38'59"            | 2:37'12"     |
| 8       | Cecoslovacchia | Štefan Kovalčík      | 39'50"            | 2:37'12"     |
| 8       | Cecoslovacchia | Vlastimil Melich     | 40'24"            | 2:37'12"     |
| 8       | Cecoslovacchia | Jaroslav Cardal      | 37'59"            | 2:37'12"     |
| 9       | Svizzera       | Fritz Kocher         | 40'55"            | 2:38'00"     |
| 9       | Svizzera       | Walter Lötscher      | 39'21"            | 2:38'00"     |
| 9       | Svizzera       | Alfred Kronig        | 39'44"            | 2:38'00"     |
| 9       | Svizzera       | Alfons Supersaxo     | 38'00"            | 2:38'00"     |
| 10      | Romania        | Moise Crăciun        | 40'07"            | 2:38'23"     |
| 10      | Romania        | Manole Aldescu       | 39'58"            | 2:38'23"     |
| 10      | Romania        | Dumitru Frăţilă      | 40'18"            | 2:38'23"     |
| 10      | Romania        | Constantin Enache    | 38'00"            | 2:38'23"     |
| 11      | Islanda        | Gunnar Pétursson     | 40'05"            | 2:40'09"     |
| 11      | Islanda        | Ebeneser Þórarinsson | 40'30"            | 2:40'09"     |
| 11      | Islanda        | Jón Kristjánsson     | 39'39"            | 2:40'09"     |
| 11      | Islanda        | Ivar Stefánsson      | 39'55"            | 2:40'09"     |
| 12      | Stati Uniti    | George Hovland       | 44'01"            | 2:53:28"     |
| 12      | Stati Uniti    | John Burton          | 43'23"            | 2:53:28"     |
| 12      | Stati Uniti    | Theodore Farwell     | 43'06"            | 2:53:28"     |
| 12      | Stati Uniti    | Wendell Broomhall    | 42'58"            | 2:53:28"     |
| 13      | Bulgaria       | Ivan Staykov         | 40'27"            | -            |
| 13      | Bulgaria       | Petar Kovachev       | 41'16"            | -            |
| 13      | Bulgaria       | Vasil Gruev          | 41'24"            | -            |
| 13      | Bulgaria       | Boris Stoev          | Rit.              | -            |